# 1924年オーストラレーシアン選手権
1924年 オーストラレーシアン選手権（1924ねんオーストラレーシアンせんしゅけん、1924 Australasian Championships）に関する記事。オーストラリア・メルボルン市内にある「クーヨン・テニスクラブ」にて開催。

## 大会の流れ
- 1926年まで、大会名称は「オーストラレーシアン選手権」（Australasian Championships）という名前であった。「オーストラリア選手権」（Australian Championships）の名称になるのは、1927年以後である。
- 初期の全豪選手権のように、外国人出場者が少なかった時期は、地元オーストラリア人選手の国旗表示を省略する。

## 大会経過

### 男子シングルス
準々決勝
- ジェームズ・アンダーソン vs. セシル・スチュアート　8-6, 6-1, 6-2
- ガー・ホーン vs. G・ディッキンソン　7-5, 6-0, 6-4
- フレッド・カームズ vs. ルパート・ウェルトハイム　5-7, 5-7, 6-1, 6-1, 8-6
- ボブ・シュレジンガー vs. イアン・マギンズ　5-7, 6-3, 6-3, 9-7

準決勝
- ジェームズ・アンダーソン vs. ガー・ホーン　6-2, 6-3, 6-2
- ボブ・シュレジンガー vs. フレッド・カームズ　7-5, 8-6, 6-0

### 女子シングルス
準々決勝
- シルビア・ランス vs. トッド　1-6, 6-4, 6-1
- キャスリーン・ル・メスリエ vs. マーガレット・モールズワース　7-9, 6-3, 8-6
- ダフネ・アクハースト vs. メイザー　6-1, 6-4
- エスナ・ボイド vs. シンプソン　6-1, 6-1

準決勝
- シルビア・ランス vs. キャスリーン・ル・メスリエ　6-2, 6-2
- エスナ・ボイド vs. ダフネ・アクハースト　6-1, 6-4

## 決勝戦の結果
- 男子シングルス：ジェームズ・アンダーソン vs. ボブ・シュレジンガー　6-3, 6-4, 3-6, 5-7, 6-3
- 女子シングルス：シルビア・ランス vs. エスナ・ボイド　6-3, 3-6, 6-4
- 男子ダブルス：ノーマン・ブルックス＆ジェームズ・アンダーソン vs. ジェラルド・パターソン＆パット・オハラウッド　6-2, 6-4, 6-3
- 女子ダブルス：シルビア・ランス＆ダフネ・アクハースト vs. メリル・オハラウッド＆キャスリーン・ル・メスリエ　7-5, 6-2
- 混合ダブルス：ジム・ウィラード＆ダフネ・アクハースト vs. ガー・ホーン＆エスナ・ボイド　6-3, 6-4